# Ciro Ardito
Ciro Ardito (Milano, 29 novembre 1970) è un canoista italiano.
È stato vincitore della Medaglia d'Oro ai primi Campionati Mondiali di canoa per disabili, organizzati in Canada nel 2009.

## Biografia
Nel 2000 gli viene amputata una gamba per un tumore maligno (osteosarcoma) dopo un lungo calvario durato 10 anni, inizia a fare sport dopo una lunga inattività causata dalla malattia stessa ed inizia ad allenarsi in piscina e partecipare a campionati nazionali e regionali di nuoto riuscendo a qualificarsi nelle finali nazionali, nel 2002 i primi approcci con la canoa con la Polisportiva milanese 1979, allenatore Egidio Camera, raggiungendo vari successi a livello nazionale. Dal 2002 al 2008 vari titoli italiani e regionali sulle tre distanze (200M-500M-1000M). Nel luglio del 2009 il salto di qualità e si qualifica per partecipare al campionato del mondo, fu fatta una gara di selezione all'idroscalo su 3 prove (distanza 200m) dove venne selezionato, con la Nazionale Italiana ParaCanoa parte per il Canada, dove fu organizzato il primo campionato di canoa per disabili dall'ICF e lo vinse, arrivando primo davanti al brasiliano ed allo statunitense. Anche quest'anno (2014) rimane l'unico atleta italiano della paracanoa a vincere la medaglia d'oro ad un campionato del mondo di categoria.
Nel 2012 viene insignito della medaglia d'oro al valore sportivo dal CONI per aver portato sul gradino più alto del podio i colori dell'Italia ad Halifax.
Nel 2013 consegue il patentino di Tecnico Base di 1º livello di canoa/kayak ed in seguito da Istruttore di canoa/kayak.